# Jens Edman
Jens Edman (Ankarsrum, 28 december 1976) is een Zweeds autocoureur.

## Carrière
Het grootste gedeelte van zijn carrière reed Edman in de touringcars, inclusief het STCC, waarin hij een beste seizoensfinish behaalde van een derde plaats in 2001 voor het team Flash Engineering in een Volvo S40. Recenter nam hij deel aan het DTCC, waar hij het jaar ook als derde eindigde in 2005. In 2006 reed hij twee ronden in het WTCC, op Monza en Oschersleben in een Peugeot 407 voor het team Peugeot Sport Denmark. In 2009 keerde Edman terug in Zweden om voor het team Dealer Sport Saab Performance deel te nemen aan het STCC.